# Кюбяінде
Кюбяінде (рос. Кюбяинде) — село у Вілюйському улусі Республіки Сахи Російської Федерації.
Населення становить 570 осіб. Належить до муніципального утворення Югюлятський наслег.

## Географія
Відстань до улусного центру міста Вілюйська - 200 км. Найближчі наслеги - Тербяс (40 км.), Багад (50 км.), Усун (55 км.). Від села до пристані Айаан - 12 км. 

### Клімат
| Клімат Кюбяінде           | Клімат Кюбяінде | Клімат Кюбяінде | Клімат Кюбяінде | Клімат Кюбяінде | Клімат Кюбяінде | Клімат Кюбяінде | Клімат Кюбяінде | Клімат Кюбяінде | Клімат Кюбяінде | Клімат Кюбяінде | Клімат Кюбяінде | Клімат Кюбяінде | Клімат Кюбяінде |
| Показник                  | Січ.            | Лют.            | Бер.            | Квіт.           | Трав.           | Черв.           | Лип.            | Серп.           | Вер.            | Жовт.           | Лист.           | Груд.           | Рік             |
| Середній максимум, °C     | −33,8           | −27,6           | −14,1           | −2              | 8,9             | 19,7            | 23,2            | 19,0            | 9,4             | −4,8            | −23,4           | −31,4           | −4              |
| Середня температура, °C   | −37,6           | −32,4           | −21,1           | −8,8            | 3,5             | 13,5            | 16,9            | 13,0            | 4,7             | −8,7            | −27,4           | −35,3           | −9              |
| Середній мінімум, °C      | −41,4           | −37,2           | −28             | −15,5           | −1,9            | 7,4             | 10,7            | 7,1             | 0,0             | −12,5           | −31,4           | −39,1           | −15             |
| Норма опадів, мм          | 11              | 8               | 9               | 12              | 22              | 36              | 47              | 35              | 31              | 27              | 19              | 16              | 273             |
| ------------------------- | --------------- | --------------- | --------------- | --------------- | --------------- | --------------- | --------------- | --------------- | --------------- | --------------- | --------------- | --------------- | --------------- |
| Джерело: climate-data.org |                 |                 |                 |                 |                 |                 |                 |                 |                 |                 |                 |                 |                 |

## Історія
Згідно із законом від 30 листопада 2004 року органом місцевого самоврядування є Югюлятський наслег.

## Населення
| 1897 | 1926 | 1989 | 2002 | 2010 | 2011 | 2012 |
| ---- | ---- | ---- | ---- | ---- | ---- | ---- |
| 534  | ↗542 | ↗720 | ↘600 | ↗619 | →619 | ↘612 |
| 2013 | 2014 | 2015 | 2016 | 2017 | 2018 |      |
| ↘600 | ↘586 | ↗596 | ↘592 | ↘583 | ↘570 |      |